# L'Ami de la famille (film, 1957)
Pour les articles homonymes, voir L'Ami de la famille.
Pour plus de détails, voir Fiche technique et Distribution.
L'Ami de la famille est un film français réalisé par Jacques Pinoteau, sorti en 1957.

## Synopsis
Pierre, amoureux malheureux, est sauvé du suicide par son ami Paul. Extrêmement reconnaissant, Pierre débarque ses valises dans la famille de son ami qui va bientôt regretter de ne pas l'avoir laissé se suicider.

## Fiche technique
- Titre : L'Ami de la famille
- Réalisation : Jacques Pinoteau (crédité Jack Pinoteau)
- Scénario : Jean Girault, Jacques Pinoteau, Jacques Sommet, Jacques Vilfrid
- Photographie : Pierre Petit
- Montage : Georges Arnstam
- Musique originale : Jean Marion
- Direction artistique : Jacques Gut
- Production : Adry De Carbuccia, Roland Girard
- Société de production : Les Films du Cyclope, Anneray Films
- Pays de production :  France
- Langue : français
- Genre : Comédie
- Durée : 90 minutes
- Date de sortie : 
  - France : 3 juillet 1957

## Distribution
- Darry Cowl : Pierre Bernicaud
- Raymond Bussières : Paul Lemonnier
- Annette Poivre : Annette Lemonnier
- Micheline Dax : Tante Zezette
- Jean-Claude Brialy : Philippe Lemonnier
- Pascale Audret : Monique Lemonnier
- Béatrice Altariba : Sophie
- Geneviève Cluny : Lola
- Jean Lefebvre : Le jardinier
- Florence Blot : La cuisinière
- Roger Carel : l'accordeur
- Hubert Deschamps : le peintre
- Sophie Sel
- Robert Berri : le tueur fou
- Marcel Pérès
- Luc Andrieux
- Pierre Duncan : un livreur de piano
- Roger Saget : un livreur de piano